# 70년

## 연호
- 후한(後漢) 영평(永平) 13년

## 기년
- 후한(後漢) 명제(明帝) 13년
- 신라(新羅) 탈해 이사금(脫解泥師今) 14년
- 고구려(高句麗) 태조대왕(太祖大王) 18년
- 백제(百濟) 다루왕(多婁王) 43년

## 사건
- 백제가 신라를 침공하다. 자세한 기록은 전해지지 않는다.
- 9월 7일 - 장군 티투스가 이끈 로마 제국 군대의 제1차 유대-로마전쟁 진압으로 예루살렘 멸망하다. 십자가가 모자랄 만큼 수많은 포로들이 십자가형에 처해졌다.